# Ismail al-Azhari
Ismail al-Azhari (arabiska: إسماعيل الأزهري), född 20 oktober 1900 i Omdurman i Sudan, död 26 augusti 1969 i Khartoum i Sudan, var en sudansk nationalist och politiker. Han var först landets premiärminister från 1954 till 1956 och sedan president från 1965 fram till statskuppen som ägde rum 1969.